# Bernward Thole

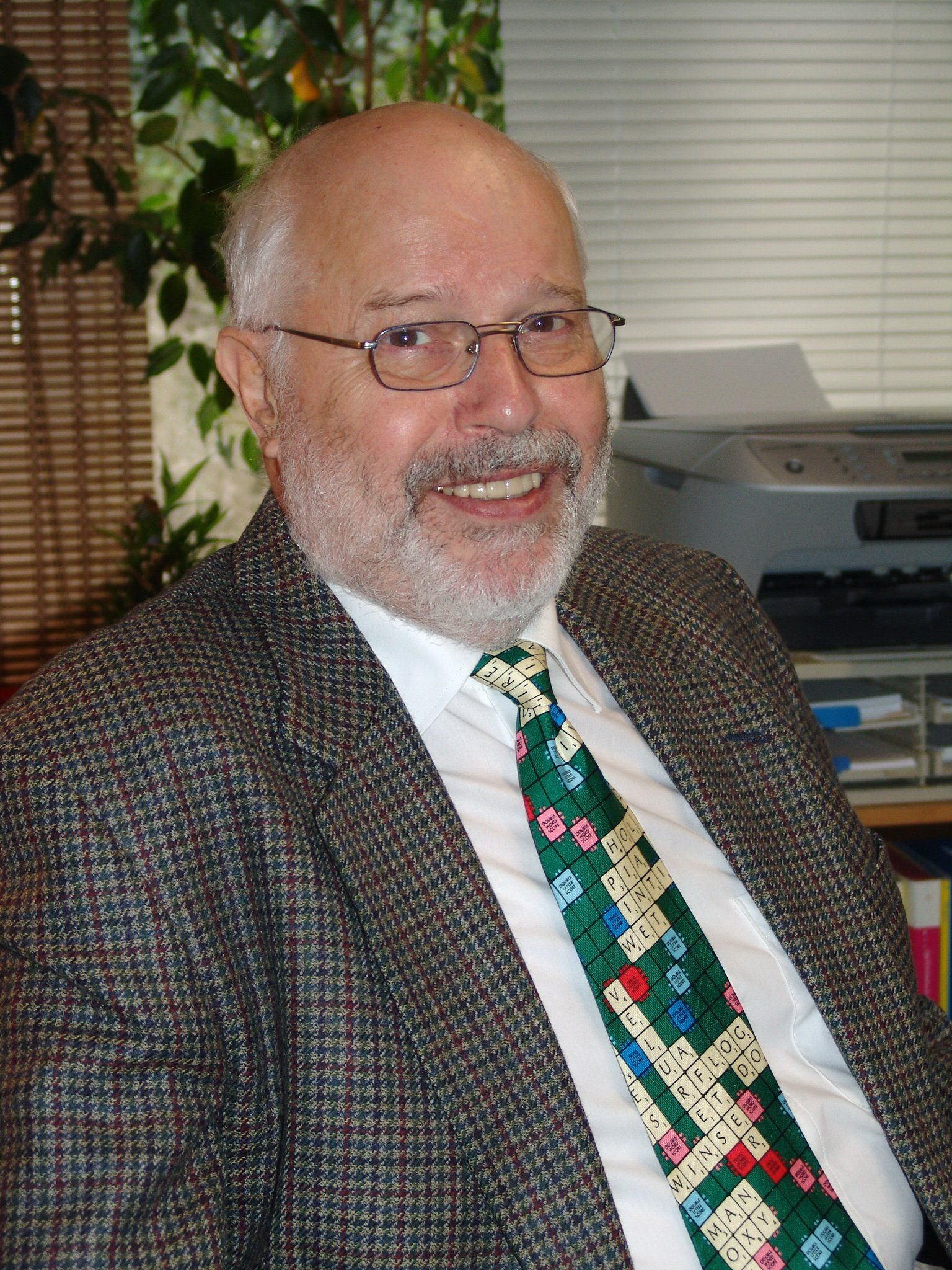
Dr. Bernward Thole (2016)

Bernward Thole (* 2. November 1936 in Fulda; † 18. Dezember 2023 in Marburg) war ein deutscher Medienwissenschaftler, Spielekritiker sowie Gründer und Leiter des Deutschen Spiele-Archivs. Bernward Thole stand als Gründungsvorsitzender von 1978 bis 1994 an der Spitze des Vereins Spiel des Jahres.

## Leben
Nach dem Abitur am Fuldaer Dom-Gymnasium 1958 studierte Thole an den Universitäten Marburg und Bonn die Fächer Deutsch und Latein. Seit 1965 arbeitete er als Wissenschaftliche Hilfskraft am Institut für Neuere deutsche Literatur im Schwerpunkt Theaterwissenschaft. 1972 promovierte er am Fb 09 Neuere deutsche Literatur und Kunstwissenschaften der Philipps-Universität Marburg mit einer Dissertation über Die Gesänge in den Stücken Bertolt Brechts : zur Geschichte und Ästhetik des Liedes im Drama. Als Akademischer Oberrat mit Arbeitsschwerpunkt Medienwissenschaft beendete Thole 2001 seine Tätigkeit an der Universität.
Ab 1973 arbeitete er auch als freier Journalist und hauptsächlich in der seinerzeit neuen Sparte der Spiele-Rezension. Zunächst erschienen vereinzelt Artikel in der Zeit und dann etwa dreißig Jahre lang regelmäßig in ständigen Kolumnen in der Frankfurter Rundschau, in der Oberhessische Presse und einer Reihe anderer Zeitungen. 1978 war Thole Gründungsmitglied der Jury zum Spiel des Jahres und deren Sprecher. Von 1978 bis 1994 war er 1. Vorsitzender und bis 2000 stellvertretender Vorsitzender des Verein Spiel des Jahres. 2004 schied er aus der aktiven Juryarbeit aus und wurde Ehrenmitglied. Die Geschäftsstelle der Jury leitete er noch bis 2007.
1983 gründete Bernward Thole an seinem seit 1960 ständigen Wohnsitz Marburg das Deutsche Spielearchiv, das sich mit über 30.000 Gesellschaftsspielen, einer Fachbibliothek, zahlreichen Zettelarchiven und einem großen Fundus an Spielaccessoires zu einer beachteten Einrichtung entwickelte und 2010 als städtische Einrichtung von der Stadt Nürnberg übernommen wurde. Unter dem Vereinsnamen „Die Spielebrücke e. V.“ setzte Thole seine Arbeit in Marburg mit den Schwerpunkten Spieleberatung, Spielekritik und Spiel-Pädagogik fort. Thole war verheiratet und hatte drei Kinder.

## Werke (Auswahl)
- Die „Gesänge“ in den Stücken Bertolt Brecht. Zur Geschichte und Ästhetik des Liedes im Drama, Göppingen : Kümmerle, 1973 (= Göppinger Arbeiten zur Germanistik.102.)
- Ausgezeichnete Spiele : Jahrbuch der Jury „Spiel des Jahres“ München: Don Bosco, 1999, ISBN 3-7698-1193-3
- Die ausgezeichneten Spiele : ein Führer durch den Spiele-Dschungel, Reinbek bei Hamburg : Rowohlt, 1992, ISBN 3-499-18927-5
- Spiel des Jahres : Ratgeber d. Jury mit Tom Werneck, München : Hugendubel, 1988, ISBN 3-88034-380-2
- Das Dominospiel: bewährte Regeln, neue Varianten für Anfänger und Fortgeschrittene* zusammen mit Tom Werneck, Ravensburg : Otto Maier, 1982, ISBN 3-473-42618-0
- Spiel+Spaß mit Domino zusammen mit Tom Werneck ; München : Humboldt-Taschenbuchverlag 1986 (humboldt-taschenbuch 522), ISBN 3-581-66522-0
- Dominospiele. Mit Knobeleien und Patiencen zus. mit Tom Werneck, Köln : Fleurus 2006, ISBN 3-89717-412-X

## Ehrungen und Auszeichnungen
- 1986 Bamberger Journalistenpreis
- 1996 Ehrenmitgliedschaft in der Spieleautoren-Zunft
- 1997 erhielt er für seine Verdienste zur Förderung des Spiels als Kulturgut in Familie und Gesellschaft den Verdienstorden der Bundesrepublik Deutschland
- 2003 Göttinger Inno-Spatz für sein langjähriges Engagement für das Gesellschaftsspiel
- 2004 Ehrenmitgliedschaft in der Jury Spiel des Jahres
- 2006 Goldene Ehrennadel der Stadt Marburg